# Nancy Siraisi
Nancy Gillian Siraisi (* 1932 in Catterick/Yorkshire) ist eine US-amerikanische Wissenschaftshistorikerin.
Nancy G. Siraisi studierte an der Universität Oxford (Bachelorabschluss 1953 und Masterabschluss 1958) und promovierte 1970 an der City University of New York (CUNY). Von 1970 bis 2003 war sie Professorin am Hunter College und ab 1976 auch am Graduate Center der CUNY. Als Wissenschaftshistorikerin befasst sie sich vor allem mit Medizingeschichte der Renaissance und des Mittelalters. Beispielsweise schrieb sie die Biographie des Renaissance-Mediziners Taddeo Alderotti und seiner Schule in Bologna im 13. Jahrhundert und die von Girolamo Cardano (insbesondere über seine Arbeit als Mediziner). Sie untersuchte dabei auch die damalige medizinische Praxis und die kulturgeschichtliche Einbettung der Medizin.
1997 wurde sie in die American Philosophical Society aufgenommen. 2003 erhielt sie die George-Sarton-Medaille. 2008 erhielt sie eine MacArthur Fellowship.

## Veröffentlichungen (Auswahl)
- Taddeo Alderotti and his Pupils. Two Generations of Italien Medical Learning. Princeton University Press, Princeton (New Jersey) 1981.
- Some Recent Work on Western European Medical Learning, ca. 1200 – ca. 1500. In: History of Universities. Band 2, 1982, S. 225–238.
- Medieval and early Renaissance medicine. An introduction to knowledge and practice. University of Chicago Press, Chicago/London 1990.
- History, Medicine, and the Traditions of Renaissance Learning. University of Michigan Press, 2008.
- Medicine and the italian universities 1250–1600. Brill, Leiden 2001.
- Avicenna in Renaissance Italy. The „Canon“ and medical teaching in Italian universities after 1500. Princeton University Press, Princeton (New Jersey) 1987.
- The clock and the mirror: Girolamo Cardano and Renaissance medicine. Princeton University Press, 1997.
- als Hrsg. mit Anthony Grafton: Natural particular – Nature and the Disciplines in Renaissance Europe. MIT Press, 1999.
- als Hrsg. mit Gianna Pomata: Historia: empiricism and erudition in early modern Europe. MIT Press, 2005.
- mit Anthony Grafton und April Shelford: New worlds, ancient texts. The power of tradition and the shock of discovery.  Belknap Press, 1992.
- Art and Sciences at Padua – the studium of Padua before 1350. Pontifical Institute of Medieval Studies, Toronto 1973.